# Bismarckturm (Bielefeld)

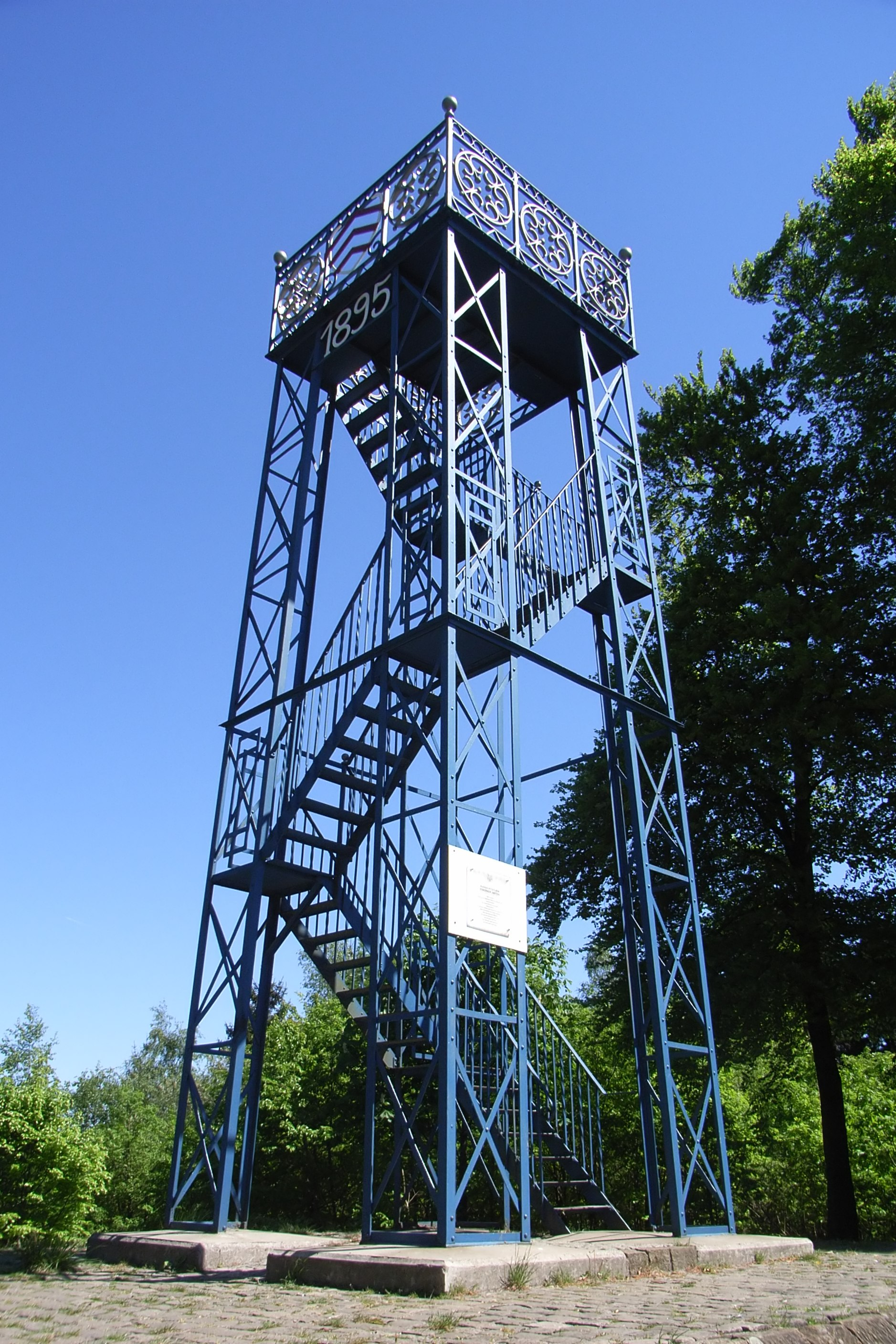
Der Eiserne Anton

Der Bismarckturm, heute zumeist Eiserner Anton genannt, ist ein 9,5 m hoher Aussichtsturm im Südosten der Stadt Bielefeld im Stadtbezirk Stieghorst.
Der Turm wurde 1895 als eine Stiftung des Bielefelder Maschinenfabrikanten Heinrich C. Fricke errichtet und auf dessen Wunsch „Bismarckturm“ getauft.
Der auf dem 309,1 m ü. NHN hohen Ebberg am Hermannsweg gelegene, auf quadratischem Grundriss stehende Turm ist einer der wenigen stählernen Bismarcktürme. Zweiundvierzig Stufen führen auf die 8 m hoch liegende Aussichtsplattform, die einen Blick über Teile des Teutoburger Walds ermöglicht. Das denkmalgeschützte Bauwerk wurde zuletzt 2003 renoviert, wobei der Sockel und die Lackierung erneuert wurden.
Als der Turm Ende des 19. Jahrhunderts gebaut wurde, hatte der Ebberg noch eine kahle Kuppe. Heute bleibt die Sicht auf weite Teile Bielefelds durch Bäume verwehrt, einzig die Aussicht nach Norden und nach Süden ist möglich.